# Michael Dahl
 Michael Dahl, född omkring 1659 i Stockholm, död 20 oktober 1743 i London, var en svensk porträttmålare verksam i England. Han skolades av David Klöcker Ehrenstrahl och var far till Mikael Dahl (1708–1741).

## Biografi
Michael Dahl lärde sig barockmåleriets teknik i Ehrenstrahls verkstad. År 1678 följde han en engelsk köpman till London, varifrån han begav sig ut på en längre konstresa till Paris och Rom. I sistnämnda stad målade han 1687 ett porträtt av drottning Kristina. 
Senare verkade han i London i många år. Dit kom han 1682. Här framstod han snabbt som en värdig utmanare till tyskfödde Godfrey Kneller, som var periodens mest populära porträttmålare i hovkretsar. En kort period mellan 1685 och 1689 arbetade han också i Italien. I England gjorde Dahl flera arbeten för hertigen av Somerset och för drottning Anne och hennes gemål. 
I England är Michael Dahl bland annat representerad på National Portrait Gallery och i Sverige finns han på Gripsholm med ett porträtt av den unge Karl XII, vid Nationalmuseum i Stockholm och vid Norrköpings konstmuseum.

## Bildgalleri

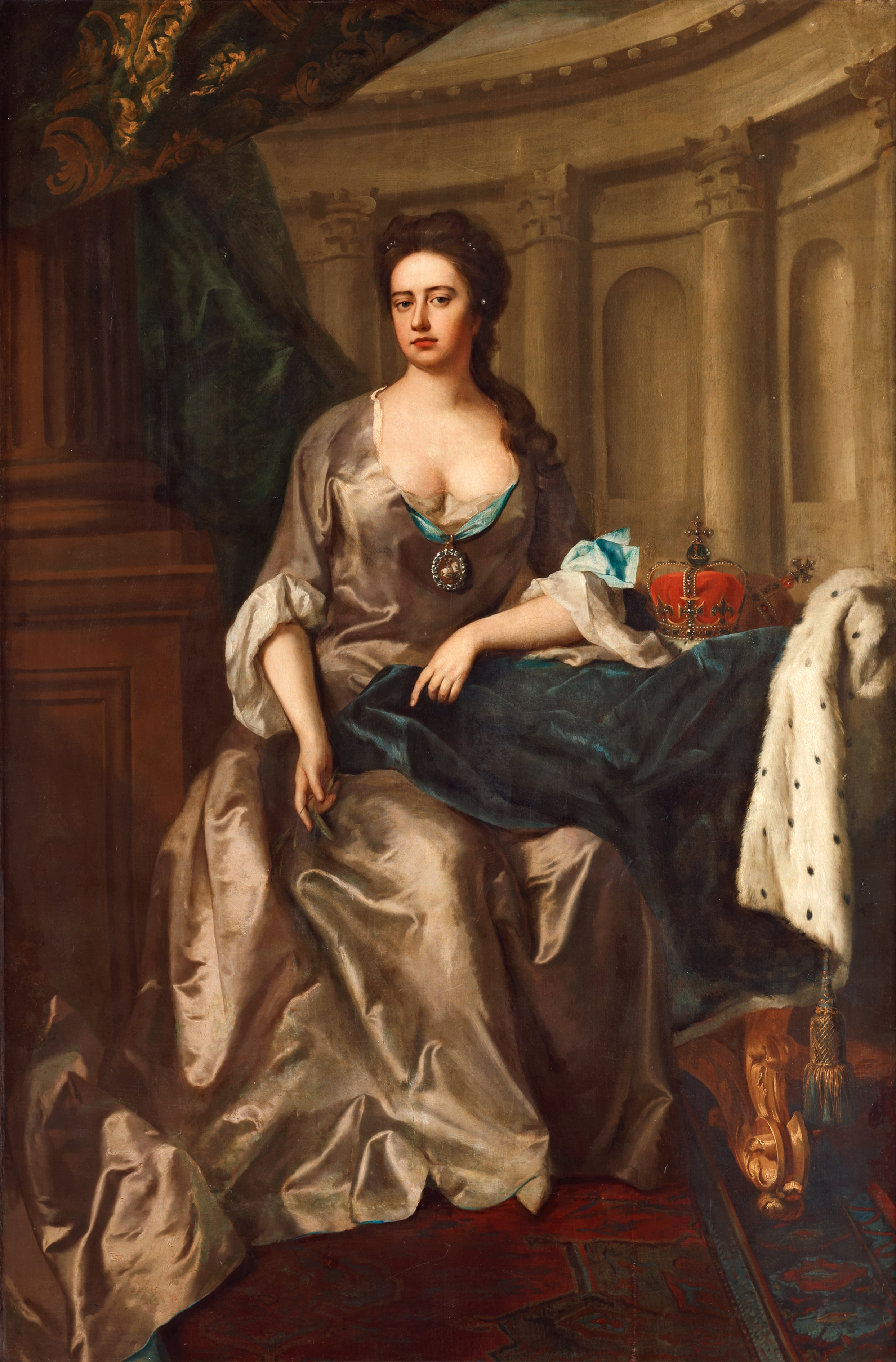
Drottning Anna av Storbritannien (tidigt 1700-tal).
Francoise Leijoncrona (1700).
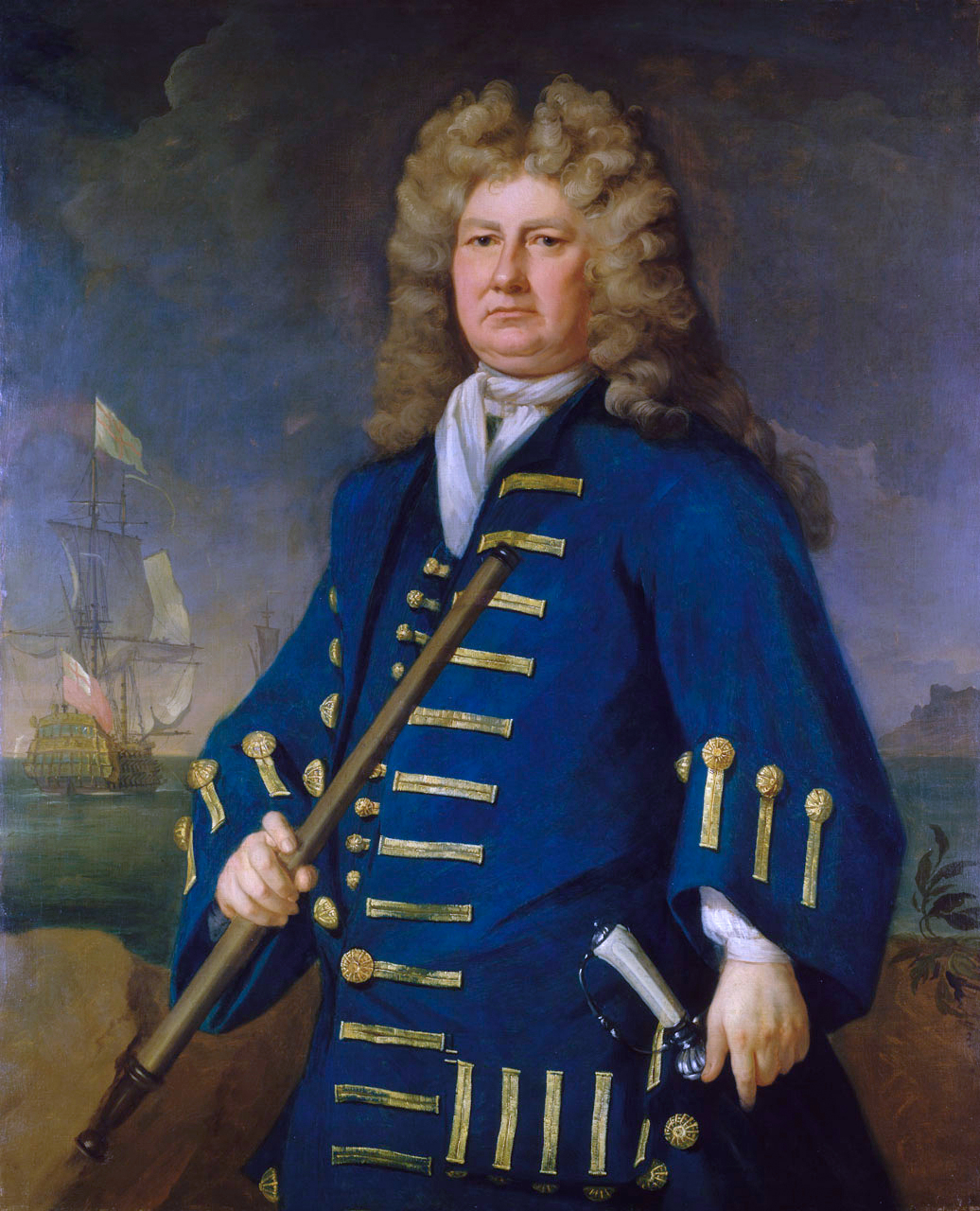
Sjöofficeren Cloudesley Shovell (1702–1705)
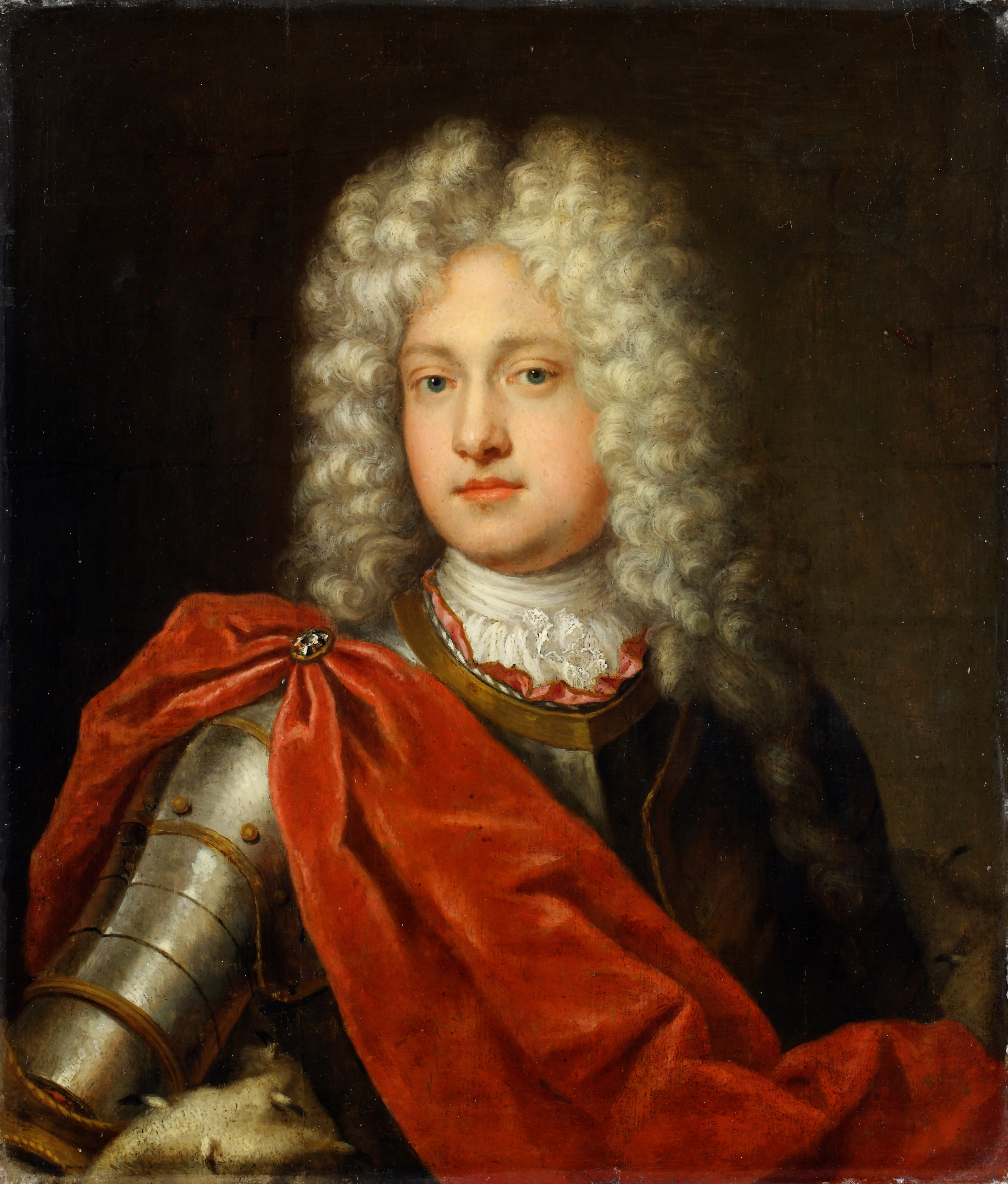
Christian Ludvig II av Mecklenburg-Schwerin (1704).
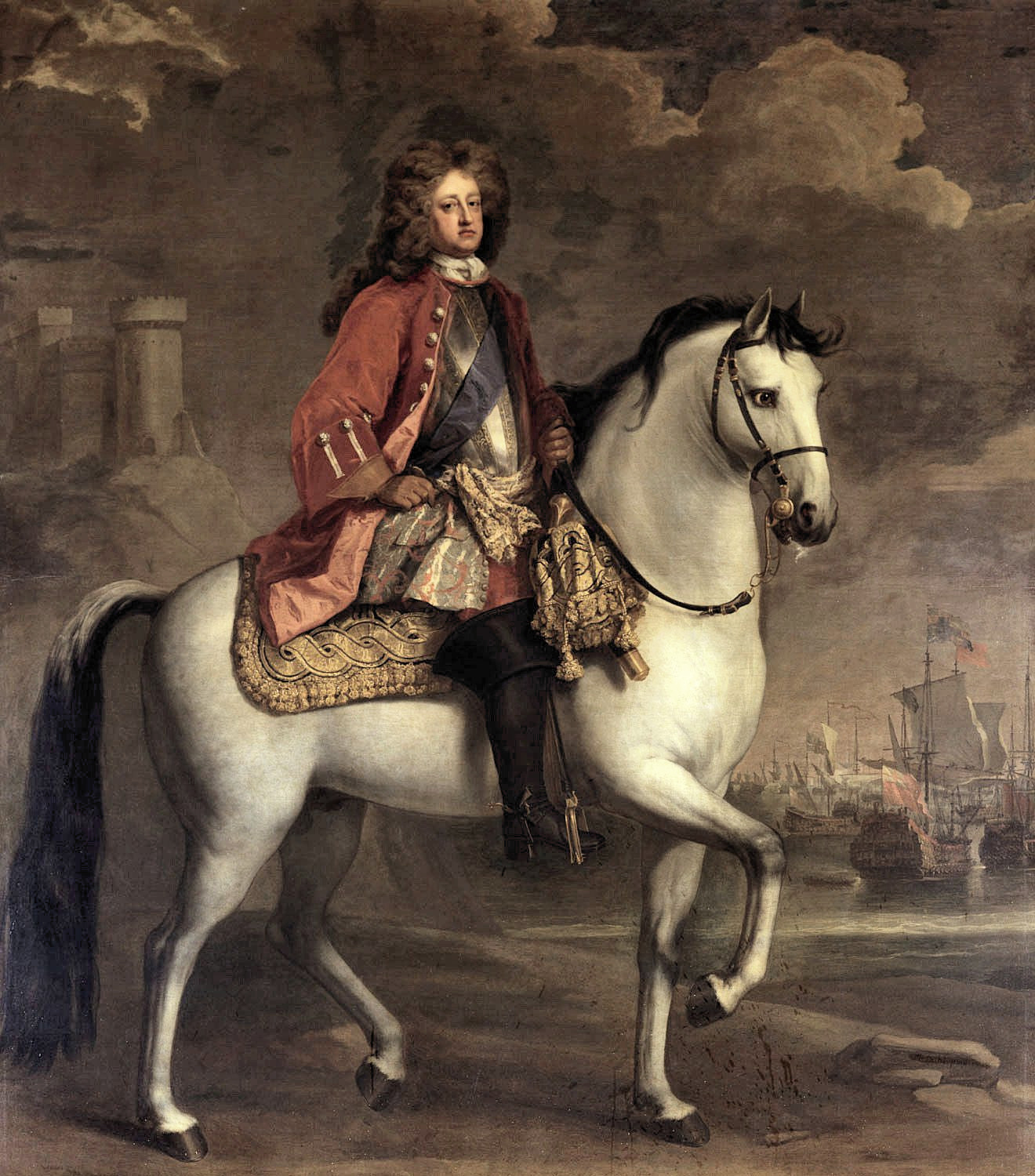
Prins Georg av Danmark (1704).
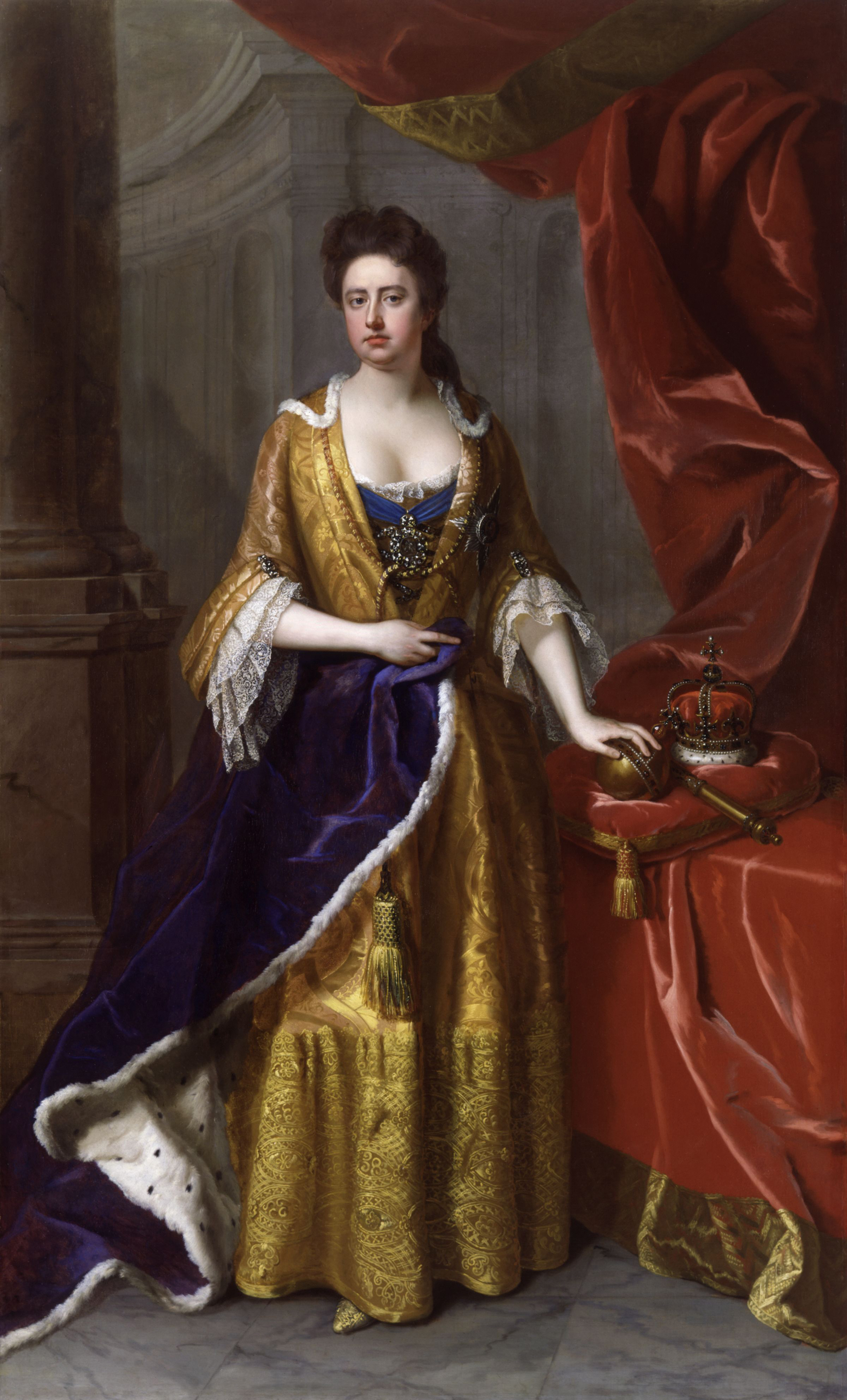
Drottning Anna av Storbritannien (1705).
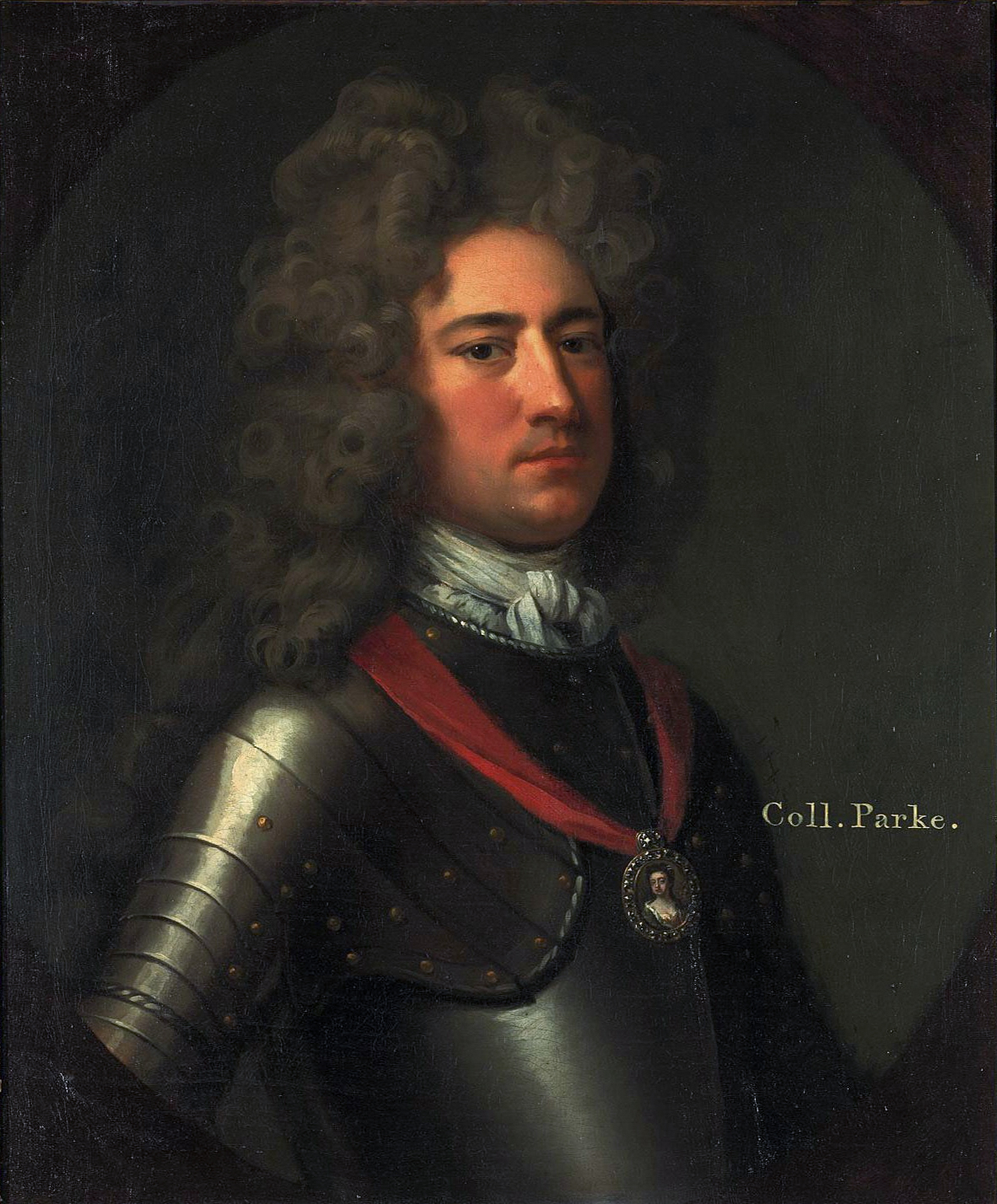
Överste Daniel Parke (1705).
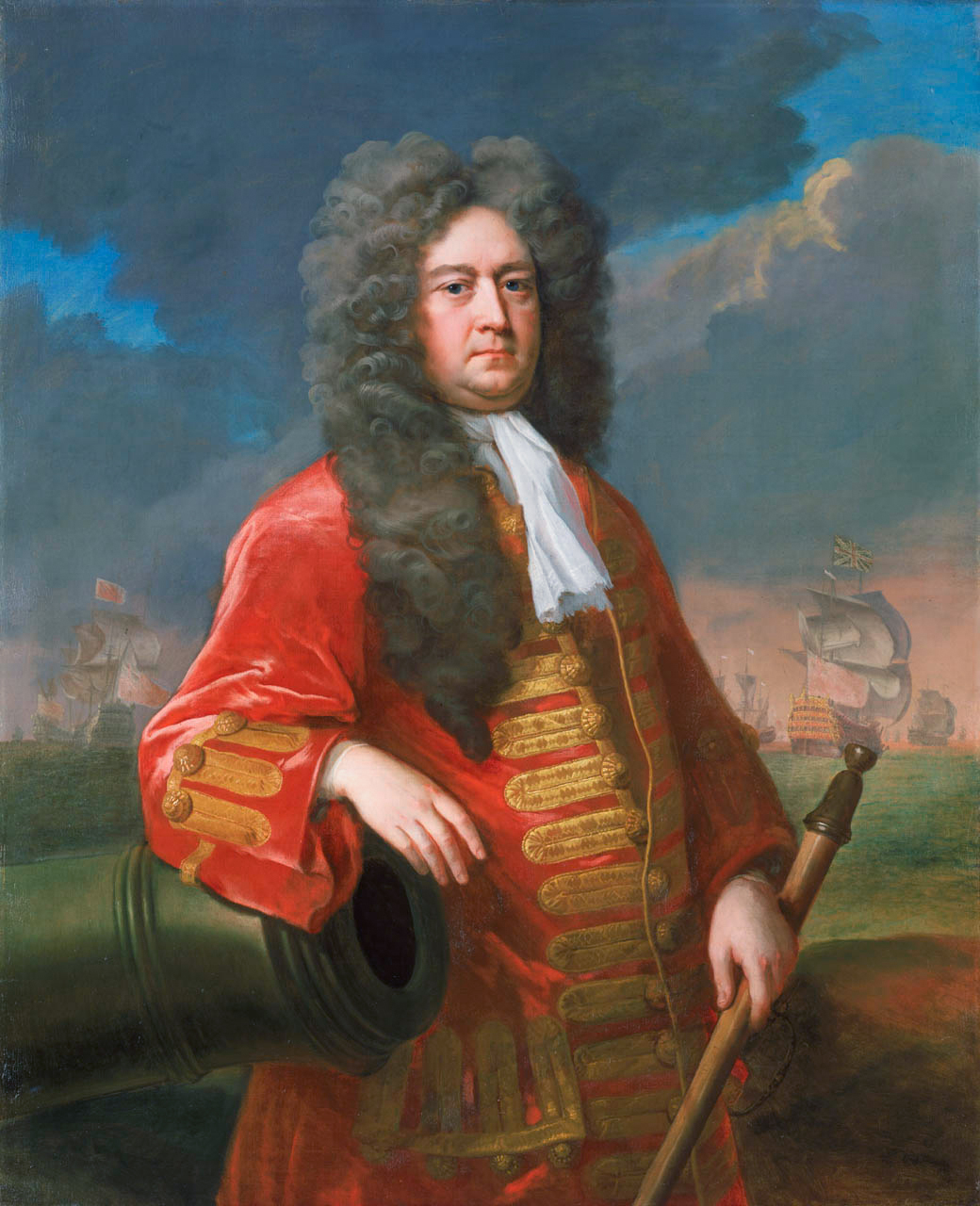
Amiral George Rooke (1705).
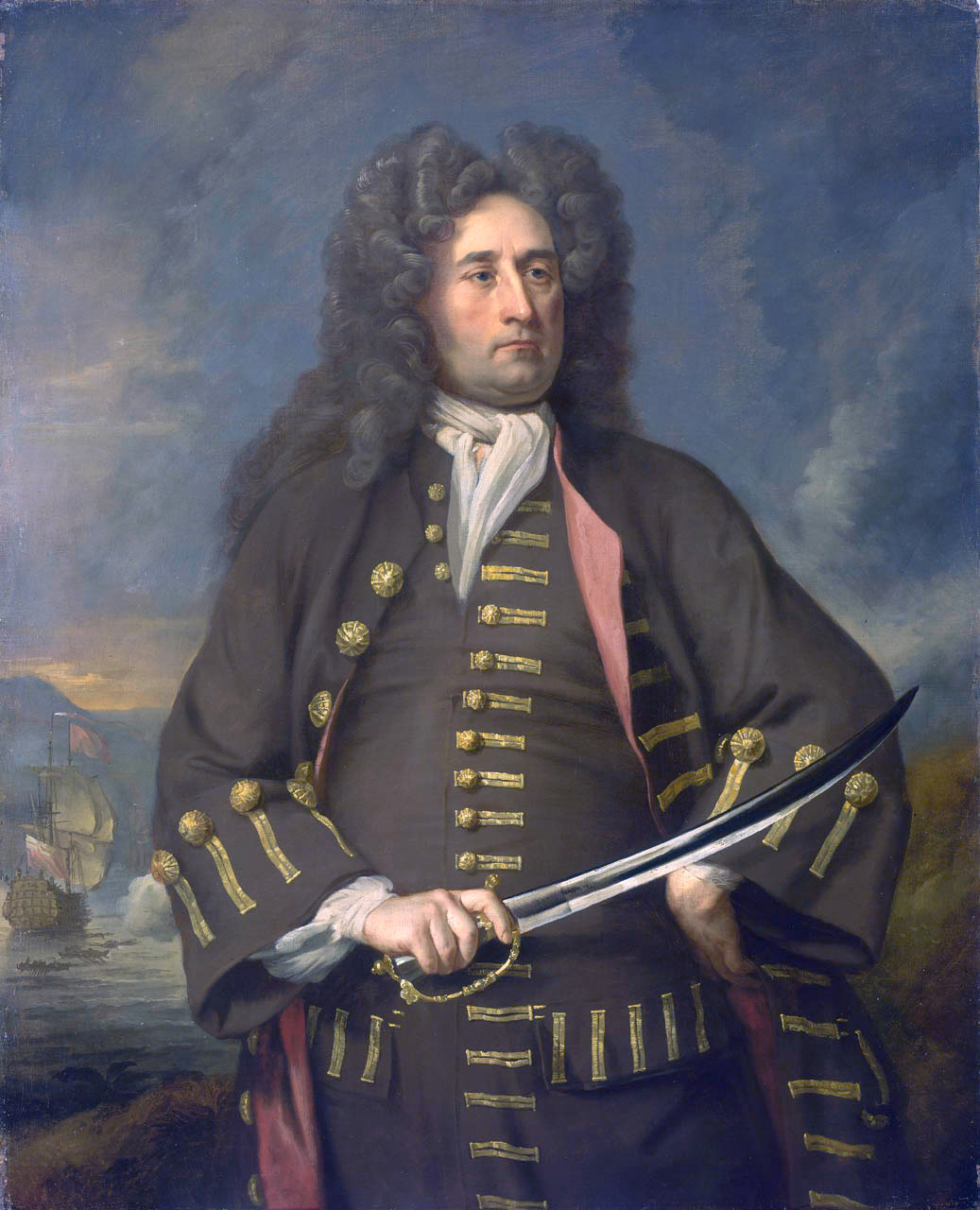
Sjöofficeren Thomas Hopsonn (1705-1708).
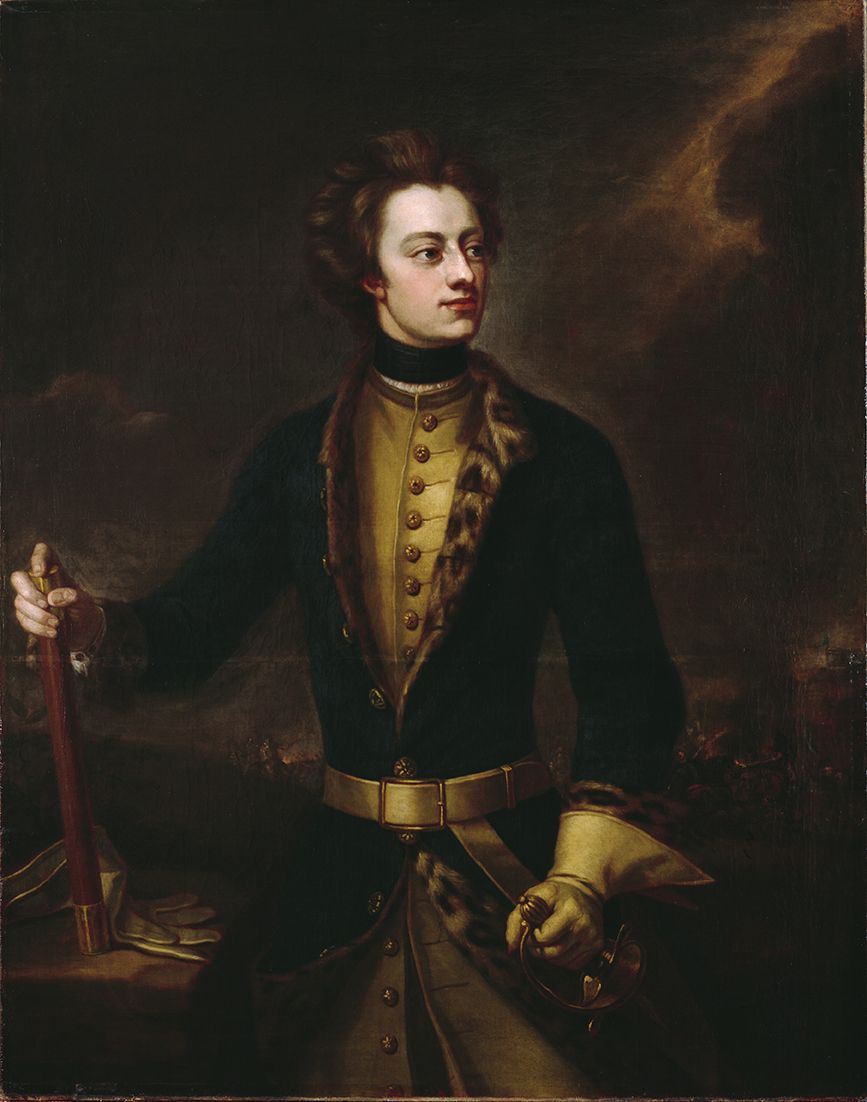
Kung Karl XII (1710-1717).
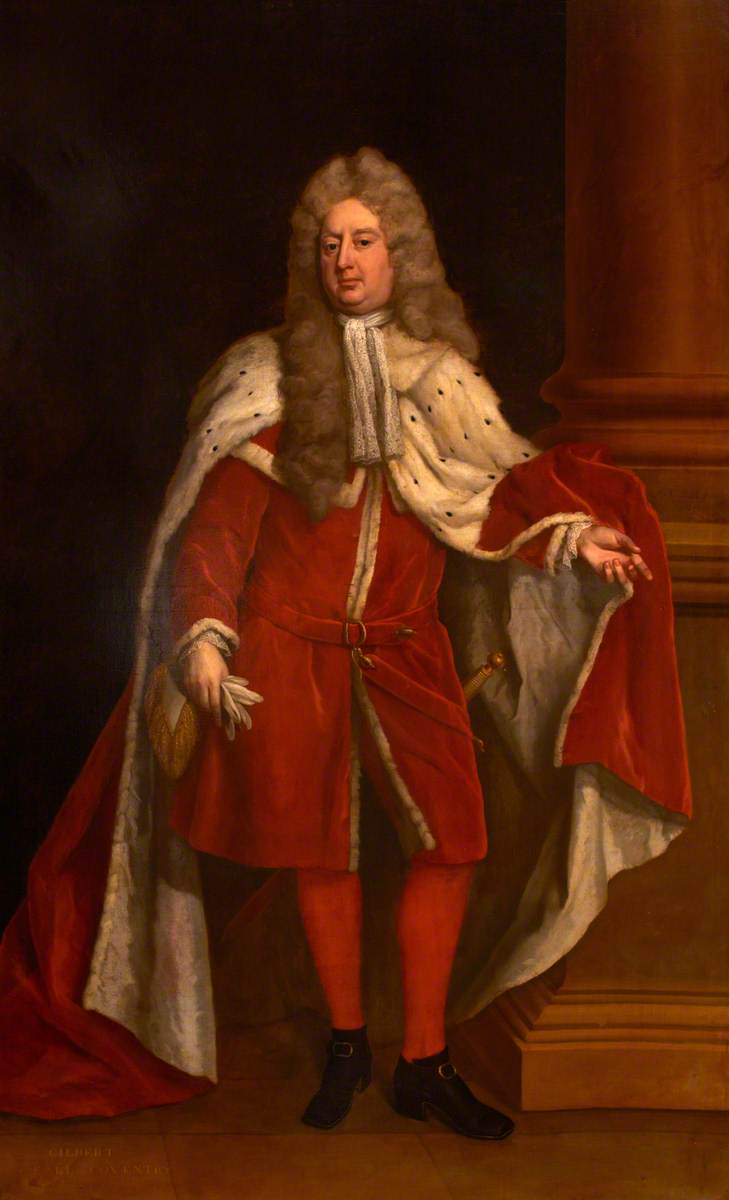
Gilbert Coventry, 4:e earlen av Coventry (1714).
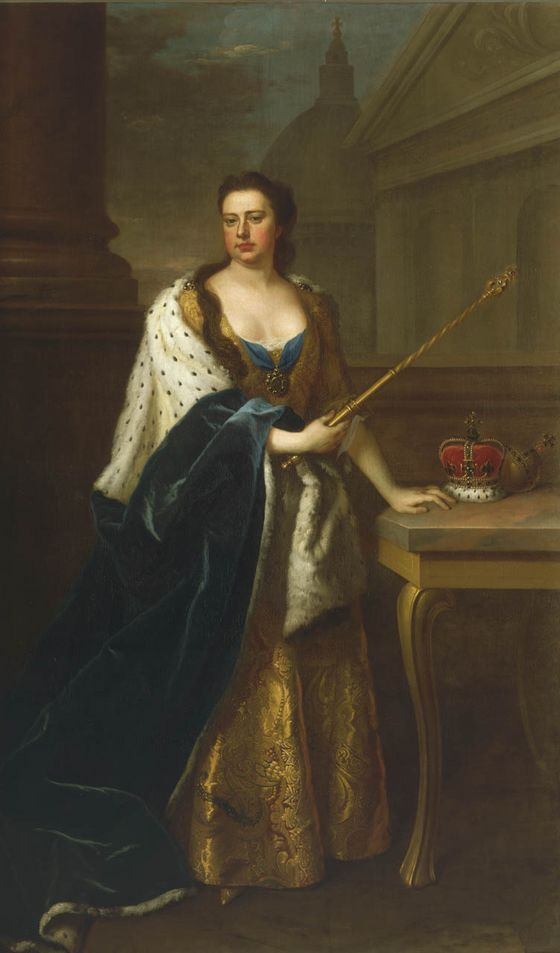
Drottning Anna av Storbritannien (1714).
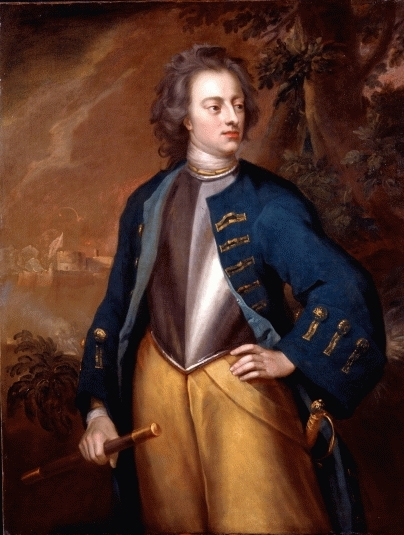
Kung Karl XII (1714).
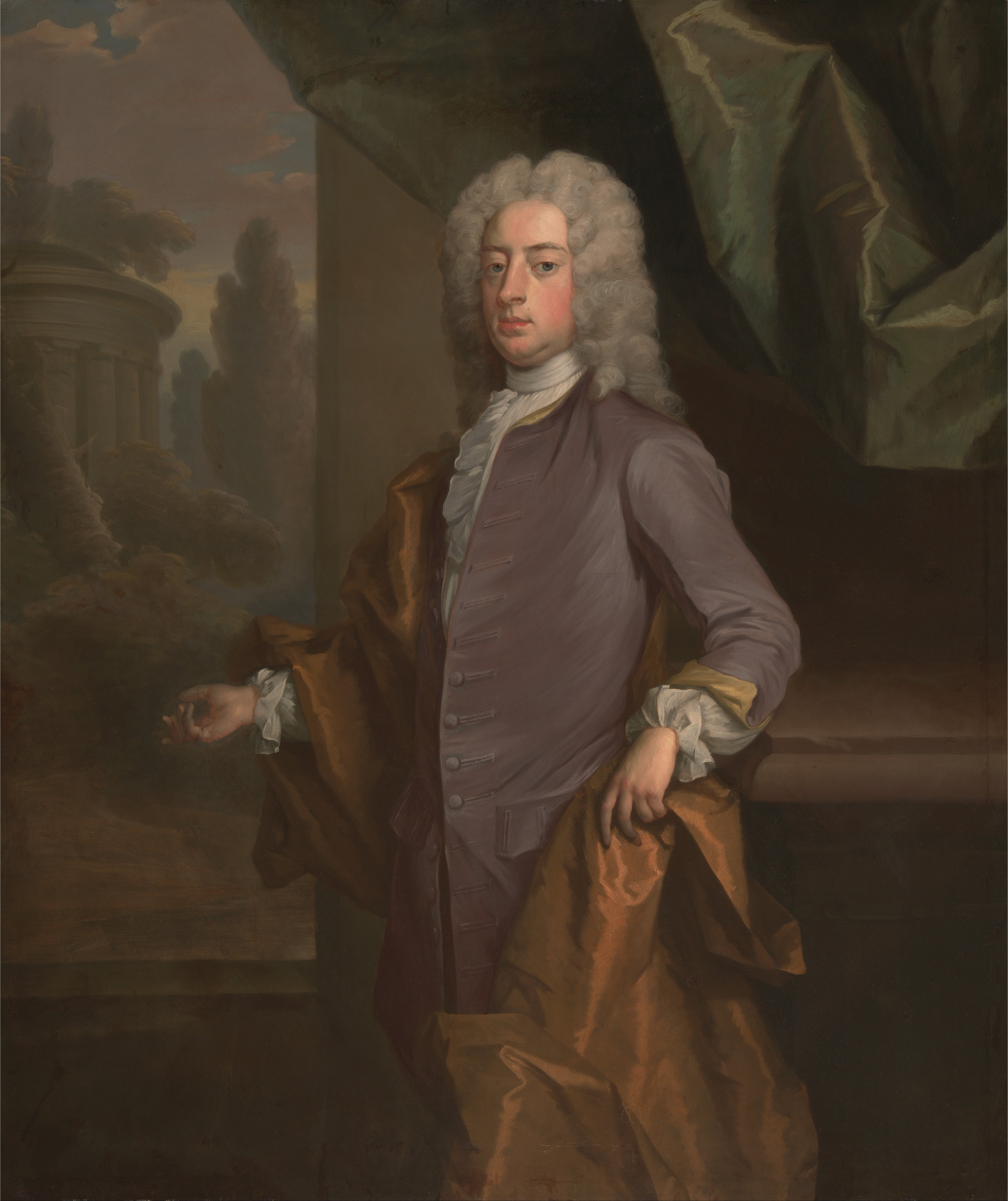
Okänd man (1720).
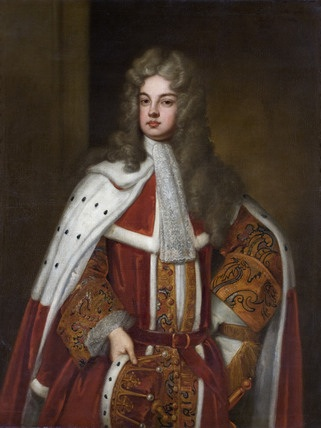
Charles Robartes, 2:e earlen av Radnor (före 1723).
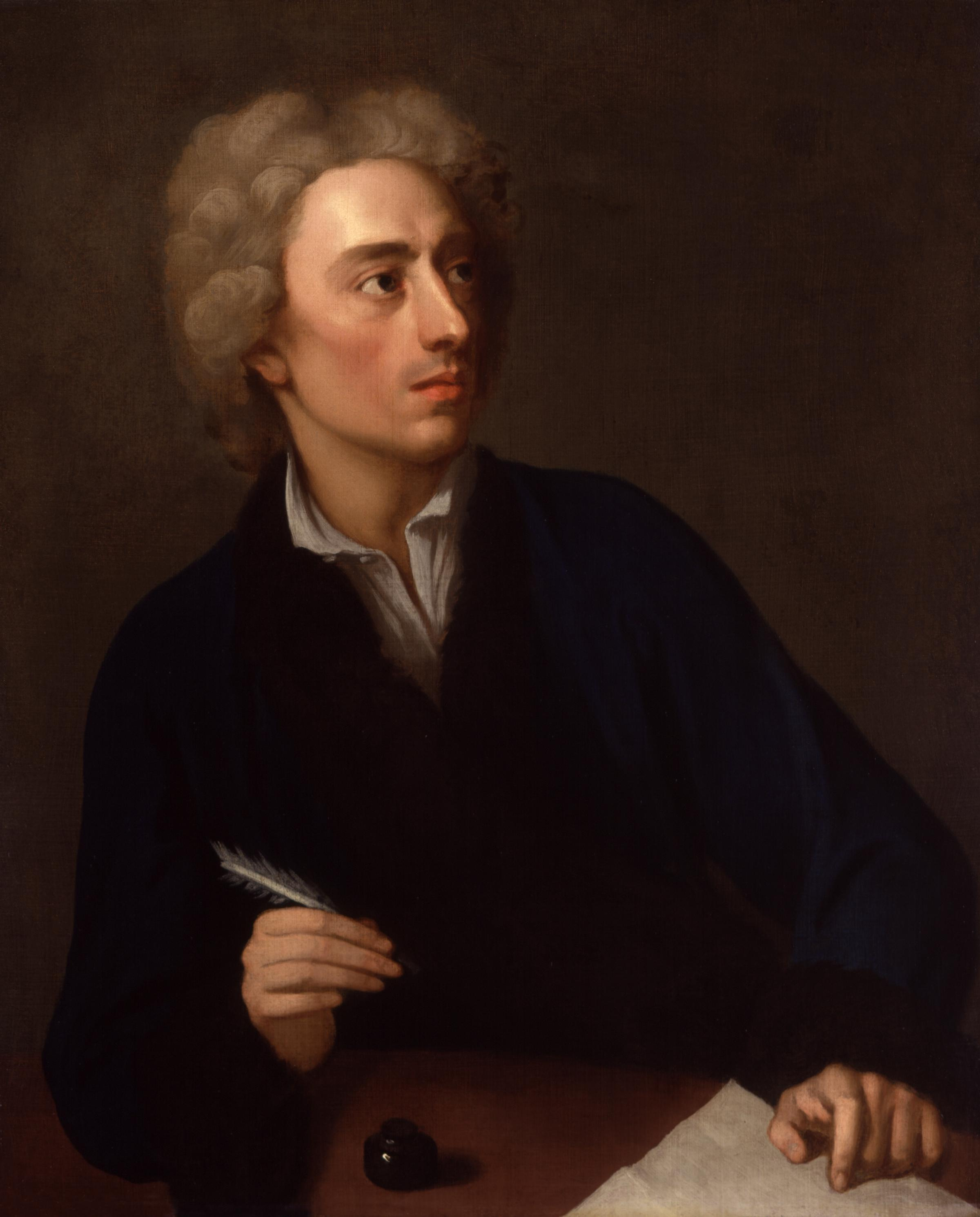
Alexander Pope (1727)
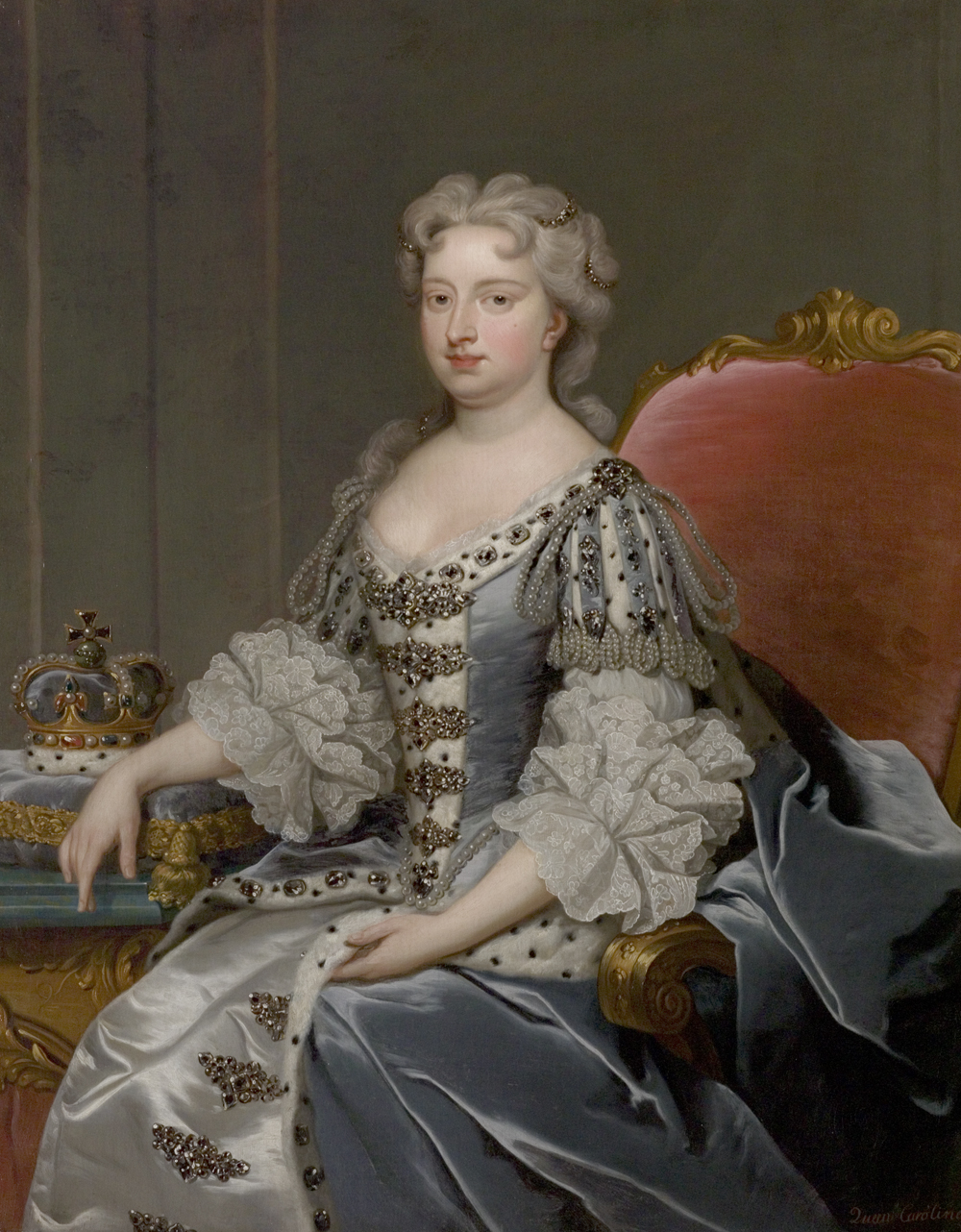
Drottning Caroline av Ansbach (1730).
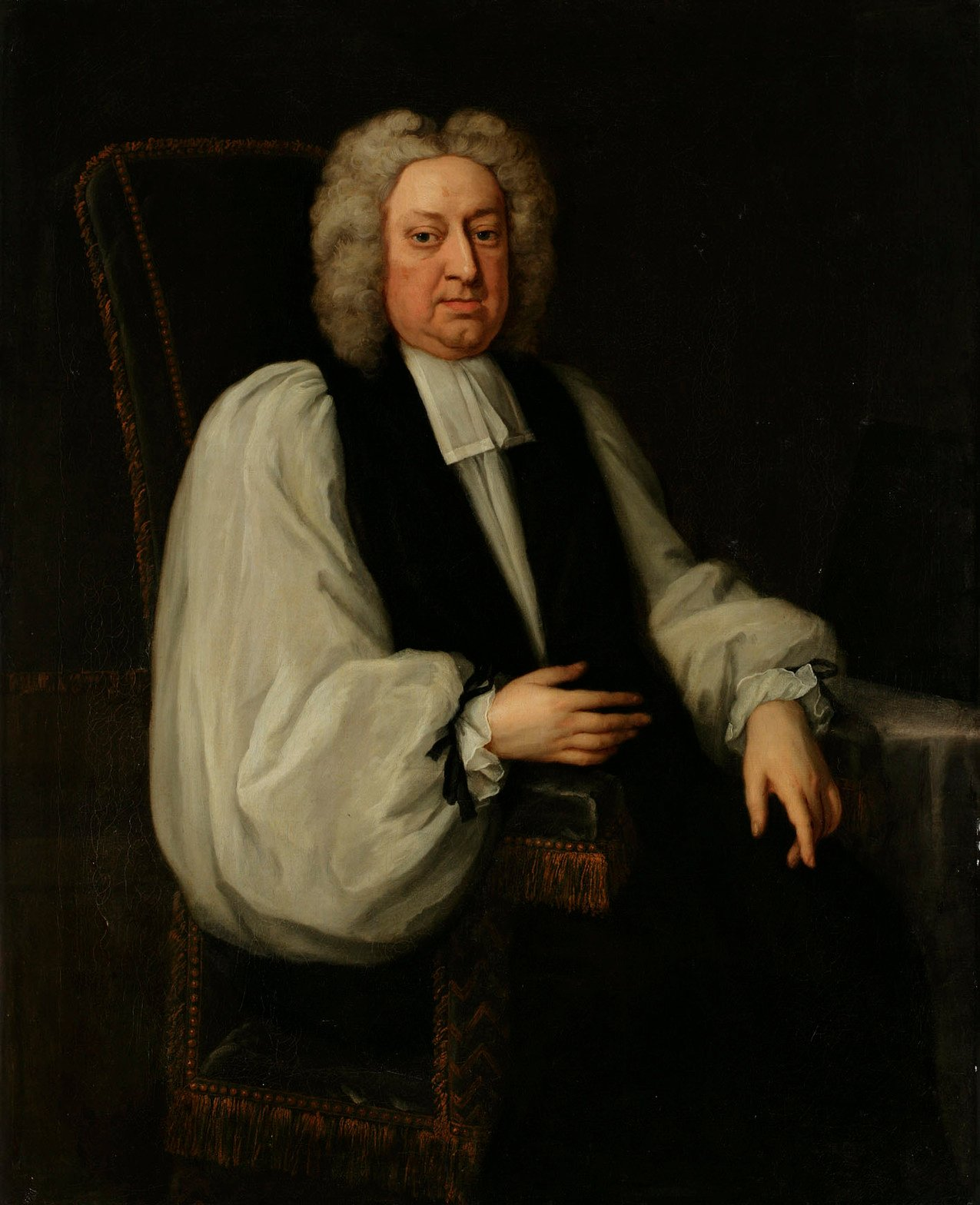
Jonathan Swift (1734).
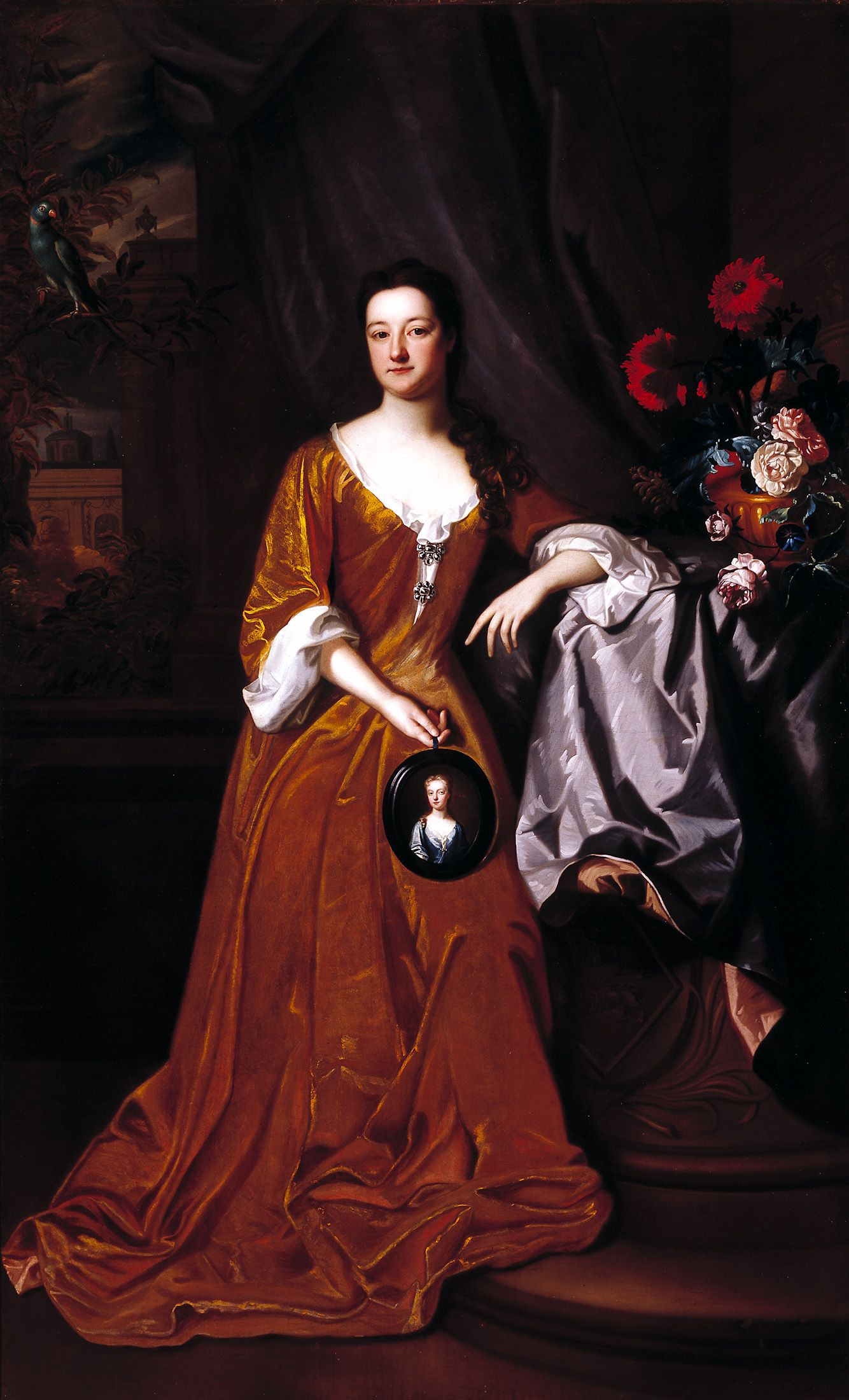
Damporträtt (okänt år).
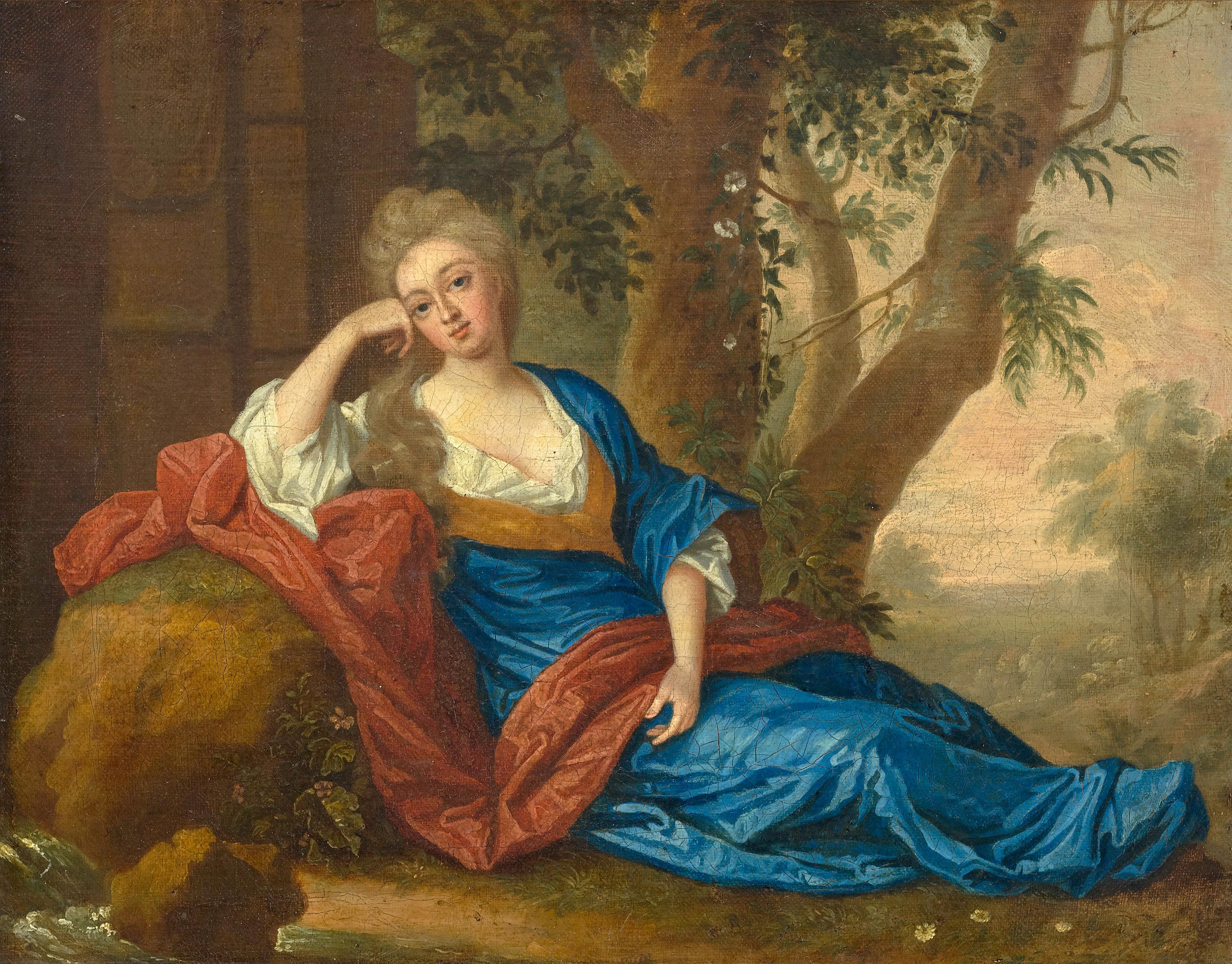
Porträtt av en framstående dam under ett träd (okänt år).
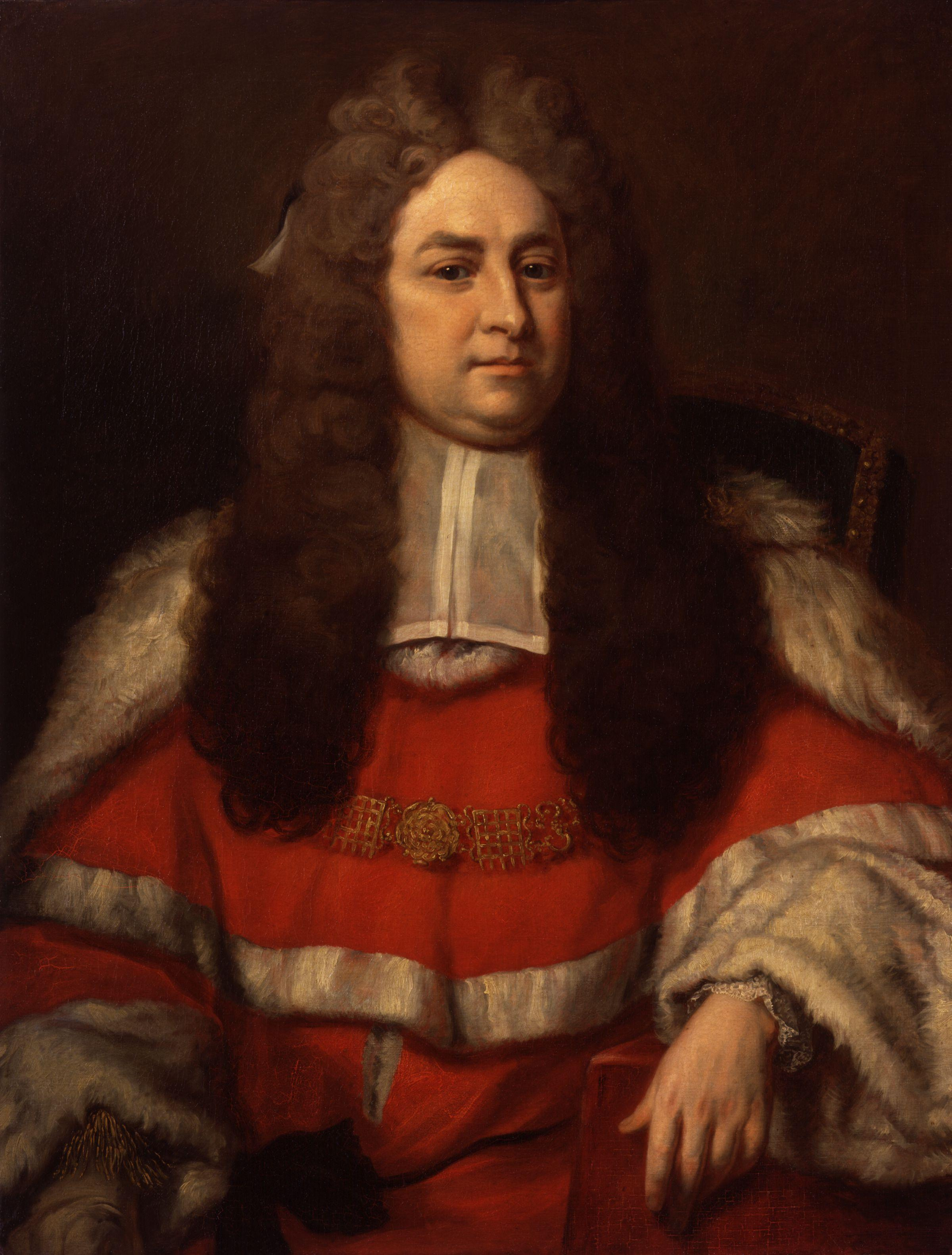
Sir John Pratt (okänt år).
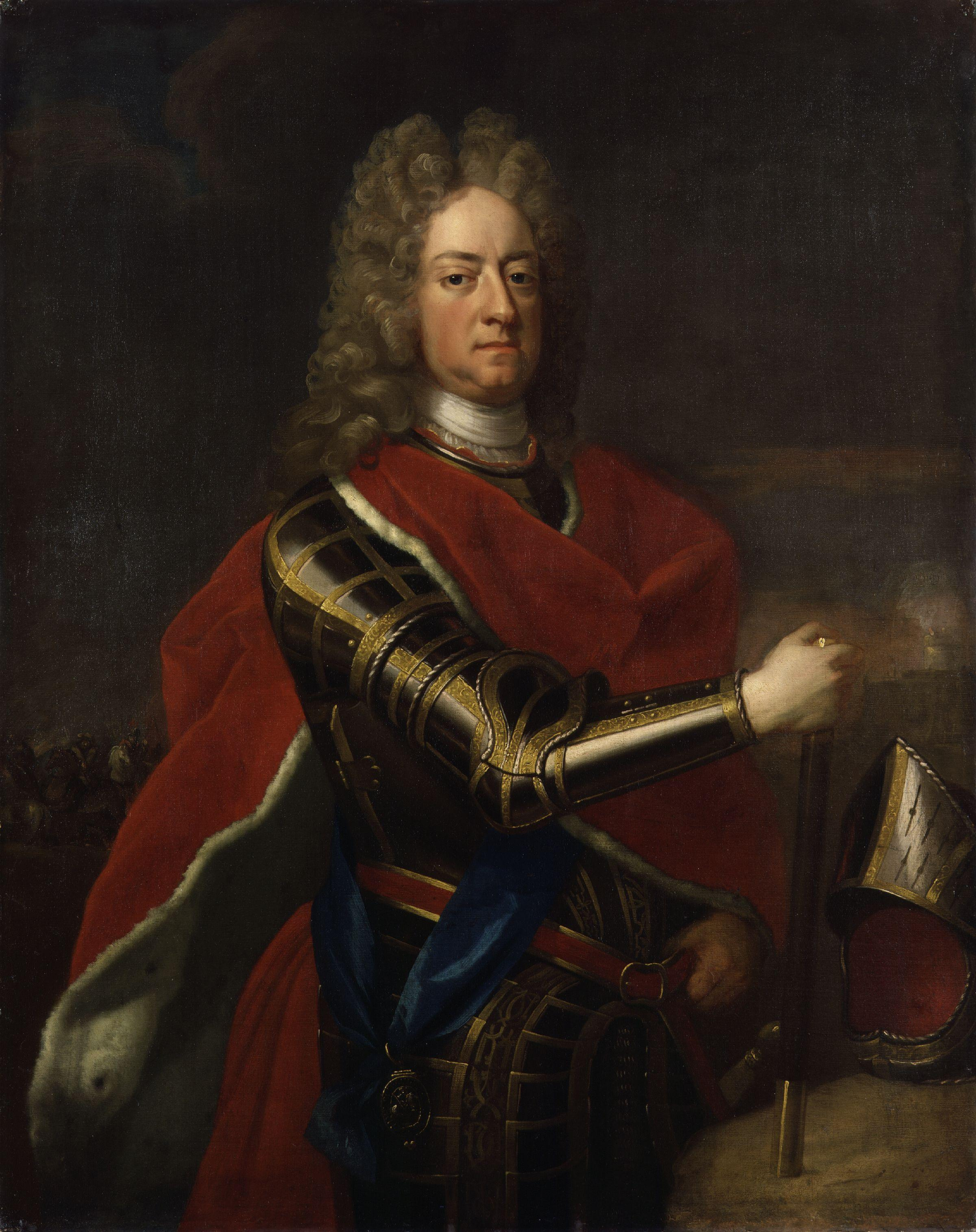
James Butler, 2:e hertig av Ormonde (okänt år).